# Leticia
Leticia är huvudstad i departementet Amazonas i Colombia. Leticia är landets sydligaste stad i kommunen med samma namn och är en hamnstad vid Amazonfloden, belägen vid gränsen mellan Colombia, Brasilien och Peru. Den är den enda större orten i departementet och hade 24 449 invånare år 2008.
Staden saknar vägförbindelse med övriga Colombia men har sådan förbindelse med Tabatinga i Brasilien samt med flyg eller båt med Peru. I Amazonfloden i närheten av staden kan man se amazondelfiner, och norrut ligger nationalparken Parque Nacional Natural Amacayacu. Från Leticia utgår en rad exkursioner längs Amazonfloden, bland annat för att besöka indiansamhällen, Puerto Nariño och samhällen i Peru och Brasilien. Turismen i Leticia har utvecklats de senaste åren och hotellen har blivit fler. Leticia har en internationell flygplats, Aeropuerto Internacional Alfredo Vásquez Cobo. Studenter från utlandet kommer för att studera spanska vid The Amazon Spanish College.